# Bowleys Quarters
Bowleys Quarters é uma Região censo-designada localizada no estado americano de Maryland, no Condado de Baltimore.

## Demografia
Segundo o censo americano de 2000, a sua população era de 6314 habitantes.

## Geografia
De acordo com o United States Census Bureau tem uma área de 
15,9 km², dos quais 8,4 km² cobertos por terra e 7,5 km² cobertos por água.

## Localidades na vizinhança
O diagrama seguinte representa as localidades num raio de 12 km ao redor de Bowleys Quarters. 